# Холм Филопаппа
Холм Филопаппа (греч. Λόφος Φιλοπάππου) — поросший соснами и оливами холм высотой 147 метров к юго-западу от афинского Акрополя и к юго-востоку от холма Пникса, близ холма Нимф. Между холмом Филопаппа и Пниксом шла дорога на юг к бухте Фалирон и Пирею. До II века был известен как холм Муз (греч. Λόφος Μουσών), Мусей, Мусейон (др.-греч. Μουσεῖον). Был посвящен музам. По преданию здесь находилась могила поэта Мусея, ученика Орфея. На холме находятся остатки башен укреплений, относящихся ко времени Деметрия II Этолийского (239—229 до н. э.), на западном склоне холма находятся руины зданий, колодцев и резервуаров для воды, высеченных в скале, на восточном склоне находятся руины зданий, в том числе так называемая «Тюрьма Сократа» (Φυλακή του Σωκράτη).
Современное название получил от памятника Филопаппу. Гай Юлий Антиох Филопапп был из династии, правившей в Коммагенском царстве, поглощенном Римской империей, был сослан из Рима в Древние Афины и употребил свое богатство на благоустройство города. После смерти в 116 году афиняне установили ему памятник. В период франкократии получил название Сенгио (Σέγγιο, итал. Seggio «кресло»). В 1687 году венецианская артиллерия с холма Филопаппа по приказу Франческо Морозини обстреливала Парфенон, где находился пороховой склад турок. В 1965 году на западном склоне холма по инициативе Доры Страту открыт открытый театр, где проводились танцевальные вечера.
Окружен одноимённым районом Афин, а также районами Акрополь, Кукаки, Макрияни и Петралона.

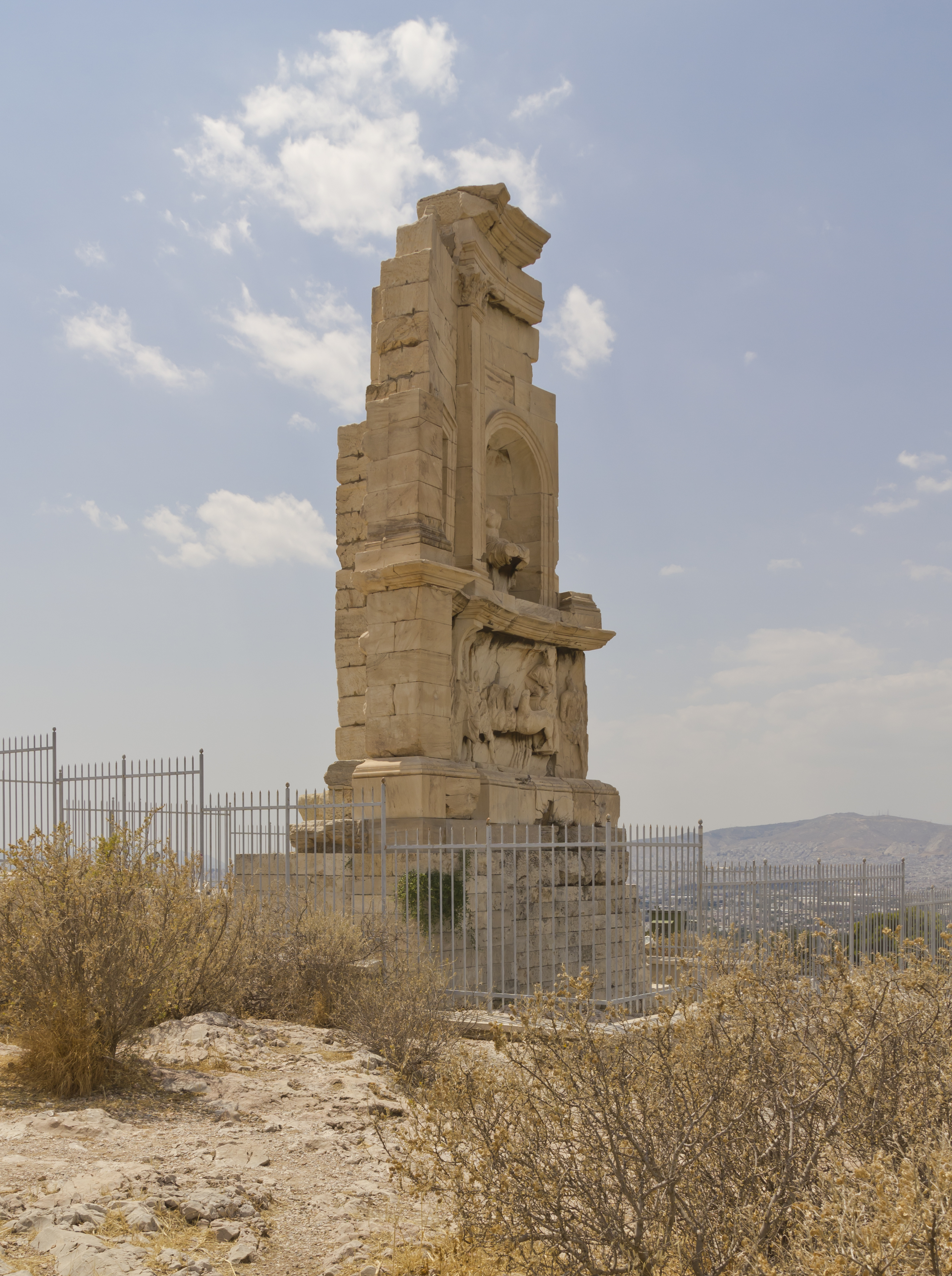
Памятник Филопаппу[греч.]
Так называемая «Тюрьма Сократа»[греч.] на фотографии 1896 года
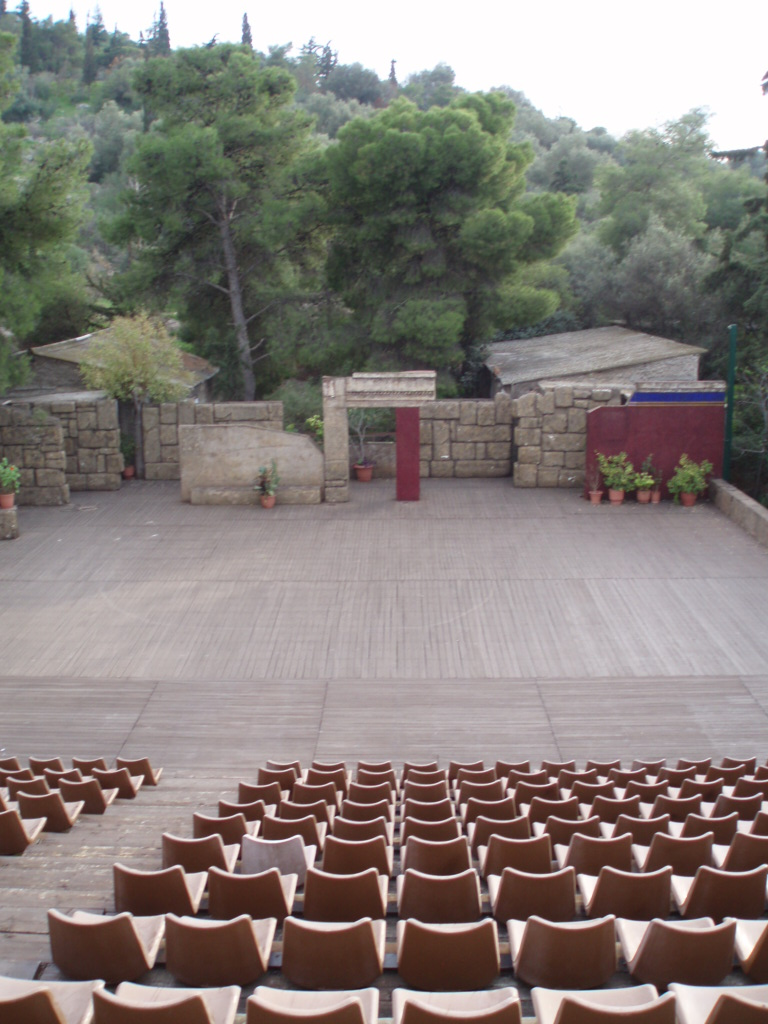
Открытый театр Доры Страту